# Ferdinand Johann Wiedemann
Ferdinand Johann Wiedemann (ur. 18 marca?/30 marca 1805, zm. 1887) – estońsko-niemiecki językoznawca, ugrofinista. Zajmował się przede wszystkim językiem estońskim.
Sporządził słownik estońsko-niemiecki Ehstnisch-deutsches Wörterbuch (1869).

## Publikacje (wybór)
- Grammatik der Wotjakischen Sprache (1851)[1]
- Ehstnisch-deutsches Wörterbuch (1869)[1]
- Ueber die nationalität und die Sprache der jetzt ausgestorbenen Kreewinen in Kurland (1871)[1]